# Microrégion d'Iguatu
 (février 2025).
Si vous disposez d'ouvrages ou d'articles de référence ou si vous connaissez des sites web de qualité traitant du thème abordé ici, merci de compléter l'article en donnant les références utiles à sa vérifiabilité et en les liant à la section « Notes et références ».

Localisation de la microrégion d'Iguatu

La microrégion d'Iguatu est l'une des trois microrégions qui subdivisent le centre-sud de l'État du Ceará au Brésil.
Elle comporte 5 municipalités qui regroupaient 219 485 habitants en 2006 pour une superficie totale de 4 763 km2.

## Municipalités[1]
- Cedro
- Icó
- Iguatu
- Orós
- Quixelô